# Новосёлово (Новосибирская область)
Новосёлово — село в Убинском районе Новосибирской области. Административный центр Колмаковского сельсовета.

## География
Площадь села — 91 гектаров.

## История
В 1976 г. Указом Президиума ВС РСФСР село фермы №1 совхоза «Убинский» переименовано в Новосёлово.

## Население
| 2002 | 2007 | 2010 |
| ---- | ---- | ---- |
| 430  | ↗460 | ↘352 |

## Инфраструктура
В селе по данным на 2007 год функционируют 1 учреждение здравоохранения и 1 учреждение образования.